# Первое Мая (сельский посёлок, Балахнинский район)
Пе́рвое Ма́я — посёлок в составе городского поселения «Рабочий поселок Большое Козино» в Балахнинском районе Нижегородской области. Около 50 домов. Газифицирован.
Образован в 20-е годы 20 века переселенцами из деревни Ляхово. Переселение произошло из-за регулярного ежегодного затопления Ляхово во время весеннего паводка на Волге.